# Datasoft
La Datasoft è stata un'azienda sviluppatrice ed editrice di videogiochi
fondata nel 1980 da Pat Ketchum. La Datasoft aveva sede a Chatsworth, un distretto di Los Angeles, ed effettuava il porting di videogiochi da arcade ai personal computer. Sviluppò e pubblicò videogiochi per Apple II, Atari 8-bit, Atari ST, Amiga, Commodore 64, Personal computer e TRS-80 Color Computer.
L'azienda dichiarò bancarotta venendo acquistata da due dirigenti della stessa Datasoft, Samuel L. Poole e Ted Hoffman, i quali rinominarono l'azienda in Intellicreations. Intellicreations continuò a distribuire i videogiochi sviluppati dalla Datasoft fino alla chiusura.
Pat Ketchum fu in seguito cofondatore della Cyberdreams.

## Videogiochi
Elenco non esaustivo dei videogiochi Datasoft:
- 221B Baker Street
- Alternate Reality: The City
- Alternate Reality: The Dungeon
- Annals of Rome
- Austerlitz
- Bismarck
- Black Magic
- Bruce Lee
- Canyon Climber
- Conan: Hall of Volta
- Cosmic Relief: Prof. Renegade to the Rescue (versione statunitense di Terramex)
- Crosscheck
- Dallas Quest, The
- Dark Lord
- Dreadnoughts
- Dung Beetles
- Firezone
- Force Seven
- Genesis
- Global Commander (versione statunitense di The Armageddon Man)
- Goonies, The
- Gunslinger
- The Hunt for Red October
- Juno First
- Lancelot
- Lost Tomb
- Mancopter
- Mercenary
- Mind Pursuit
- Moon Shuttle
- Mr. Do!
- Napoleon in Russia: Borodino 1812
- Neverending Story, The
- O'Riley's Mine
- Pole Position
- Pooyan
- Rubicon Alliance, The (versione statunitense di Starfox)
- Rock-Ola's Nibbler
- Sands of Egypt
- Saracen
- Theatre Europe (versione statunitense)
- Time and Magik
- Tobruk: The Clash of Armour
- Tomahawk
- Zaxxon
- Zorro